# 11174 Карендрюс
11174 Карендрюс (11174 Carandrews) — астероїд головного поясу, відкритий 20 березня 1998 року.
Тіссеранів параметр щодо Юпітера — 3,649.